# Hold Me Now (Thompson Twins)
Hold Me Now is een nummer van de Britse band de Thompson Twins uit 1983. Het is de eerste single van hun vierde studioalbum Into the Gap.
"Hold Me Now" gaat over een man wiens relatie in zwaar weer zit. De man, vanuit wie het nummer wordt beschreven, smeekt zijn geliefde om hem zijn fouten te vergeven, bij hem te blijven en weer van hem te houden, al weet de man niet welke schade hij heeft aangericht en waarvoor hij zich moet verontschuldigen. In de tijd dat het nummer werd geschreven, waren bandleden Tom Bailey en Alannah Curie een stel. Ze schreven het nummer toen ze, na een verhitte discussie, elkaar weer terug hadden gevonden. Het nummer werd een grote hit in thuisland het Verenigd Koninkrijk, waar het de 4e positie behaalde. In Nederland bereikte het nummer geen hitlijsten.